# Aphra
Aphra is een geslacht van vlinders van de familie spinneruilen (Erebidae), uit de onderfamilie Arctiinae.

## Soorten
- A. flavicosta Herrich-Schäffer, 1855
- A. nyctemeroides Walker, 1869
- A. sanguipalpis Dognin, 1907
- A. trivittata Walker, 1854